# Jacob Campo Weyerman

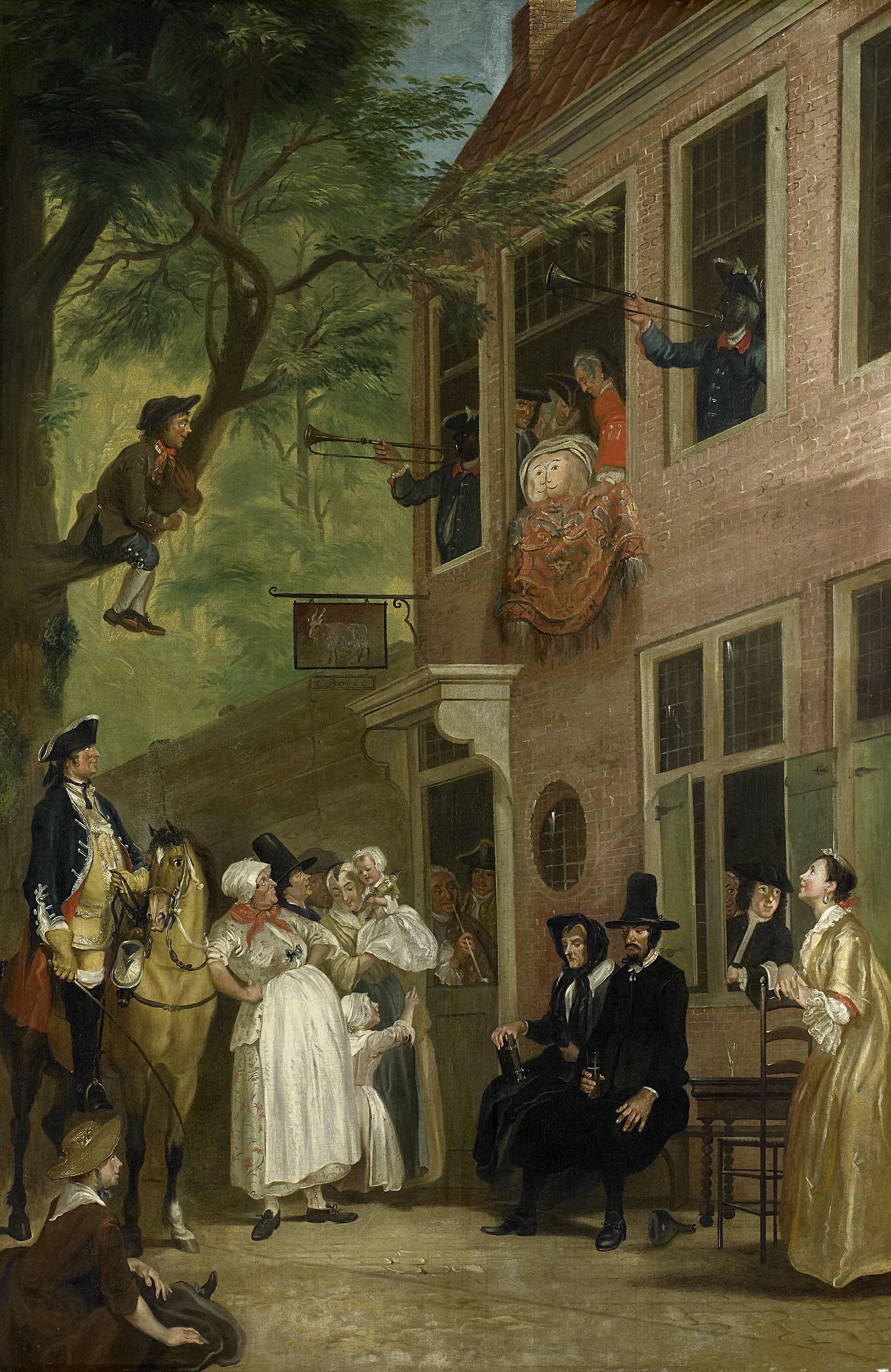
Cornelis Troost: De misleyden'; el embajador de Labberlotten se asoma a la ventana de la posada 't Bokki en Haarlemmerhout, Ámsterdam, Rijksmuseum. El cuadro representa una broma protagonizada por Weyerman que aparece asomado a la ventana de la posada con una cara pintada en las nalgas, flanqueado por dos trompetistas con las caras pintadas de negro; impasibles bajo la ventana dos cuáqueros asisten a la escena.

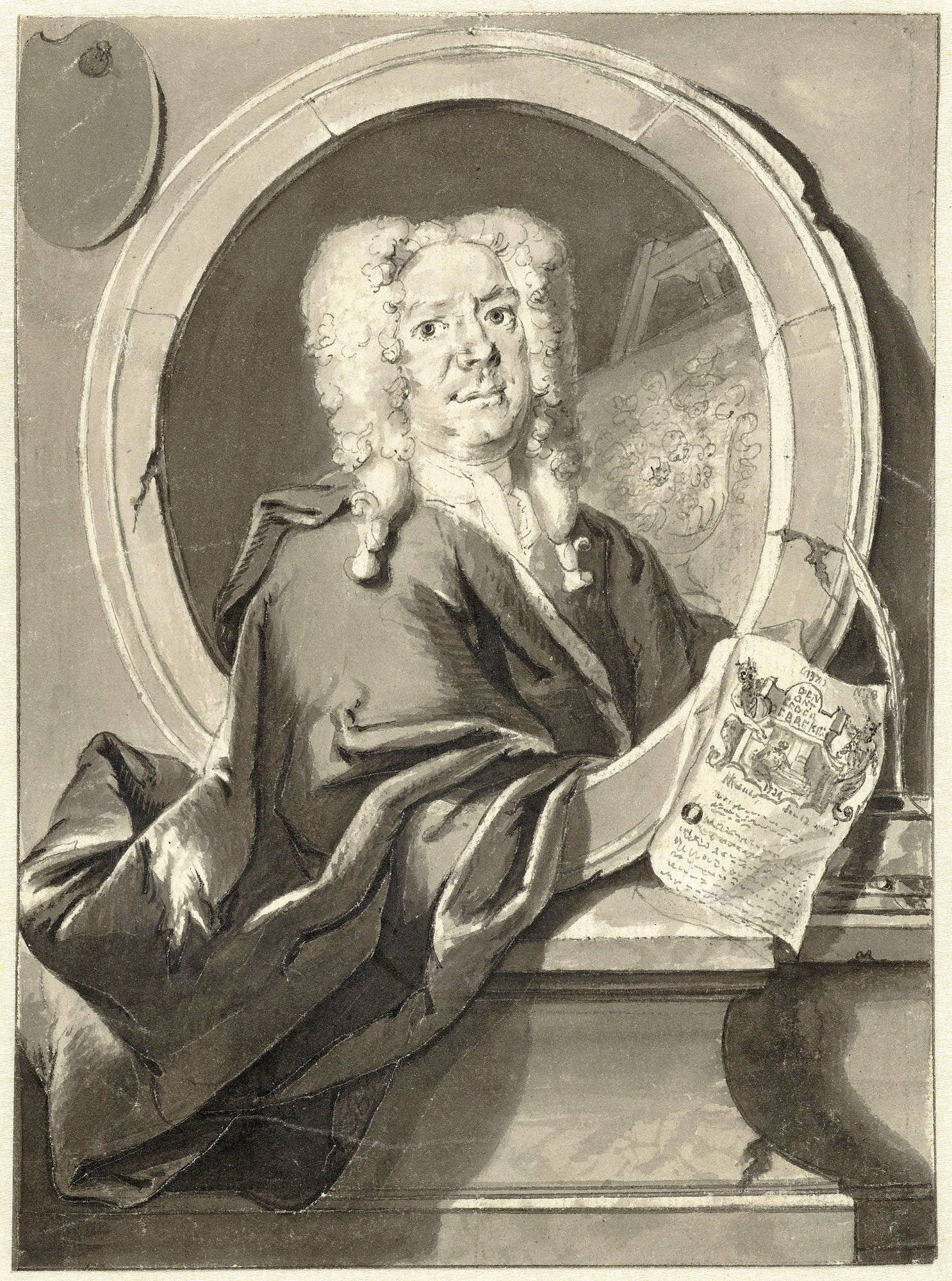
Cornelis Troost: Retrato de Jacob Campo Weyerman en un medallón, dibujo a pluma y aguada gris sobre papel, 192 x 142 mm, Ámsterdam, Rijksmuseum.

Jacob Campo Weyerman (Charleroi, 1677-La Haya, 1747) fue un pintor y escritor de los Países Bajos, redactor y editor de revistas satíricas. Escribió obras de teatro, ensayos y unas biografías de artistas en cuatro volúmenes aparecidos entre 1729 y 1739, con las que continuaba y completaba las biografías de Arnold Houbraken.

## Biografía
Hijo de Elisabeth Someruell y de su segundo esposo, el soldado Hendrick Weyerman, nació el 9 de agosto de 1677 probablemente en el campamento militar instalado cerca de Charleroi. Recibió el nombre de Campo como homenaje al capitán Campo Plantines, comandante de su madre cuando, supuestamente disfrazada de hombre, habría servido en el ejército español. Jacobus se crio en Breda con su madre, probablemente de origen escocés, propietaria de un puesto en el mercado de Breda. Allí recibió sus primeras lecciones de dibujo con el escultor Frank P. Verheijden y se inició en la pintura con Ferdinand van Kessel y el pintor de flores Simon Hardimé. También cursó estudios de latín en la escuela local.
De 1695 a 1699 residió en 't Woudt, un pequeño pueblo cercano a Delft, en casa del pastor Petrus Sandvoort, posiblemente familiar, que le dio clases de teología, hebreo, griego, filosofía, historia, matemáticas y astronomía. Al volver a Breda con su madre ingresó en la milicia, pero por un conflicto con la mujer de un carnicero fue poco más tarde expulsado de la carrera militar. En 1704, dejando un hijo ilegítimo al cuidado de su madre, se trasladó a Londres donde entró en el taller de Godfried Kneller y comenzó su carrera literaria como corresponsal de Antwerpsche post-tydinge. Un año después, según cuenta en su autobiografía, estudiaba medicina en Oxford, de lo que no hay constancia documental, y aparecieron publicadas en Brujas y Breda sus primeras comedias.
En 1709 regresó a Londres. Su actividad ahora parece centrarse en la pintura que practicó, al menos durante una parte de su vida, como forma de cubrir sus necesidades. Según cuenta él mismo pintó dos espejos con flores, frutos y mariposas que entregó a la reina Ana y recorrió Inglaterra pintando cuadros grandes y de gabinete para personas adineradas, pero lo poco que se conoce de su pintura, gracias a algunos documentos notariales e inventarios de subastas contemporáneas, son media docena de arreglos florales, uno de ellos, firmado Weyermans, conservado en el Rijksmuseum.
En 1710 se encontraba de vuelta en Holanda. Se estableció primero en Den Bosch, dedicado todavía a la pintura de flores y en contacto con los círculos artísticos locales. En 1712, cuando apareció una segunda edición de sus comedias, vivía en Delft. Luego en Bodegraven por poco tiempo y en junio de 1713 en Breda de nuevo, donde hizo promesa de matrimonio a Johanna Ernst, aunque la boda se aplazará a 1727. En 1714 se matriculó para estudiar medicina en Leiden y a la vez trabajó como periodista en el Leydse courant, pero en 1715 estaba de nuevo en Breda donde en mayo bautizó en la iglesia católica a su segundo hijo. Momentáneamente parece dispuesto a llevar una vida estable: trabaja como pintor de la corte de Guillermo de Hesse y en mayo de 1717 bautiza todavía en Breda al segundo hijo habido con Johanna Ernst, pero en 1719 viaja de nuevo a Londres y en 1720 fija su residencia en Róterdam donde se gana la vida con la escritura y publica su primera revista satírica: De Rotterdamsche Hermes, a la que seguirá en 1721 Amsterdam Hermes y luego muchas otras. En 1725, en Breukelen, comenzó a traducir los Pacquet of Advice de Roma de Henry Care y a redactar una historia del papado. Ese mismo año Cornelis Troost hizo su retrato en un medallón, grabado por Jacobus Houbraken. Tras contraer matrimonio con Johanna Ernst en 1727 tendrá otras dos hijas, en 1728 y 1730, pero seguirá cambiando con frecuencia de residencia y viviendo por encima de sus posibilidades. En 1733, fuertemente endeudado, dejó Ámsterdam y se trasladó a Utrecht donde siguió con sus proyectos editoriales siempre efímeros y traducciones. Además redactó por su cuenta algunos comentarios a la historia del papado de carácter fuertemente anticatólico y dedicó otra de sus revistas de corta vida a satirizar a jesuitas y jansenistas. Con 59 años volvió a matricularse en medicina en Leiden, posiblemente porque ello le eximía del pago de impuestos sobre la cerveza.
En diciembre de 1738 fue arrestado en Vianen, cerca de Utrecht, y conducido a La Haya acusado de difamación y chantaje y condenado a cadena perpetua. En la cárcel siguió escribiendo, aunque tuvo dificultades para encontrar editores, y en 1743 solicitó una pensión para su esposa e hijos al encontrarse incapacitado para trabajar.